# Obdulia tamaricis
Obdulia tamaricis är en spindeldjursart som beskrevs av Pritchard och Baker 1958. Obdulia tamaricis ingår i släktet Obdulia och familjen Tenuipalpidae. Inga underarter finns listade i Catalogue of Life.